# Höganäs Museum och Konsthall
Höganäs Museum är ett stiftelseägt museum med konsthall i Höganäs.

## Musei- och konsthallsverksamheten
Höganäs museum öppnades för allmänheten söndagen den 29 november 1925 och drivs sedan år 1997 av Stiftelsen Höganäs Museum, som har till syfte att främja kultur- och naturminnesvård inom Kullabygden, och särskilt värna om de keramiska traditionerna i Norden. Verksamheten bedrivs med årligt stöd från Höganäs kommun samt från Höganäs AB och med hjälp av donationer, medlemskap och ideellt arbete.
Museet har bland annat permanenta utställningar om keramik från 1800- och 1900-tal, förhistoria, stadshistoria och utställningar om folklivsforskaren och konstnären Nils Månsson Mandelgrens liv och verk samt om fotografen Peter P. Lundh. Det finns också en möblerad arbetarbostad samt en museigruva som belyser kolgruvorna i Höganäs. Till denna hör en särskild dinosauriekammare och en gruvbio. En museiträdgård med tillhörade uthus är under uppbyggnad.
Konsthallsverksamheten innefattar tillfälliga utställningar av keramik, måleri, skulptur, fotografi och annan bildkonst i konsthallen och galleriet. Vidare ordnas tillfälliga utställningar av olika karaktär i det så kallade Mellanrummet.

## Byggnaderna
Huvudbyggnaden är en kulturskyddad tvåvåningslänga i engelsk stil, uppförd i sandsten 1814 av Höganäsbolaget för att inhysa en ångdriven mjölkvarn samt för gruvarbetarbostäder. Huset har använts som museum från 1925 och skänktes 1953 av bolaget till Höganäs stad. En ljus och modernistisk konsthall i Helsingborgstegel och lackerad fur, ritad av Helsingborgsarkitekten Erik Magnusson, tillfogades  1969 i direkt anslutning till den ursprungliga museibyggnaden. Denna byggdes ut under 1970-talet och omfattar nu en innergård, på vilket bland annat en keramikfontän av Ferdinand Boberg och Jonas Högströms skulptur av keramikern Åke Holm, en av museets donatorer står.